# WWE Draft (2011)
Pour les articles homonymes, voir WWE Draft.

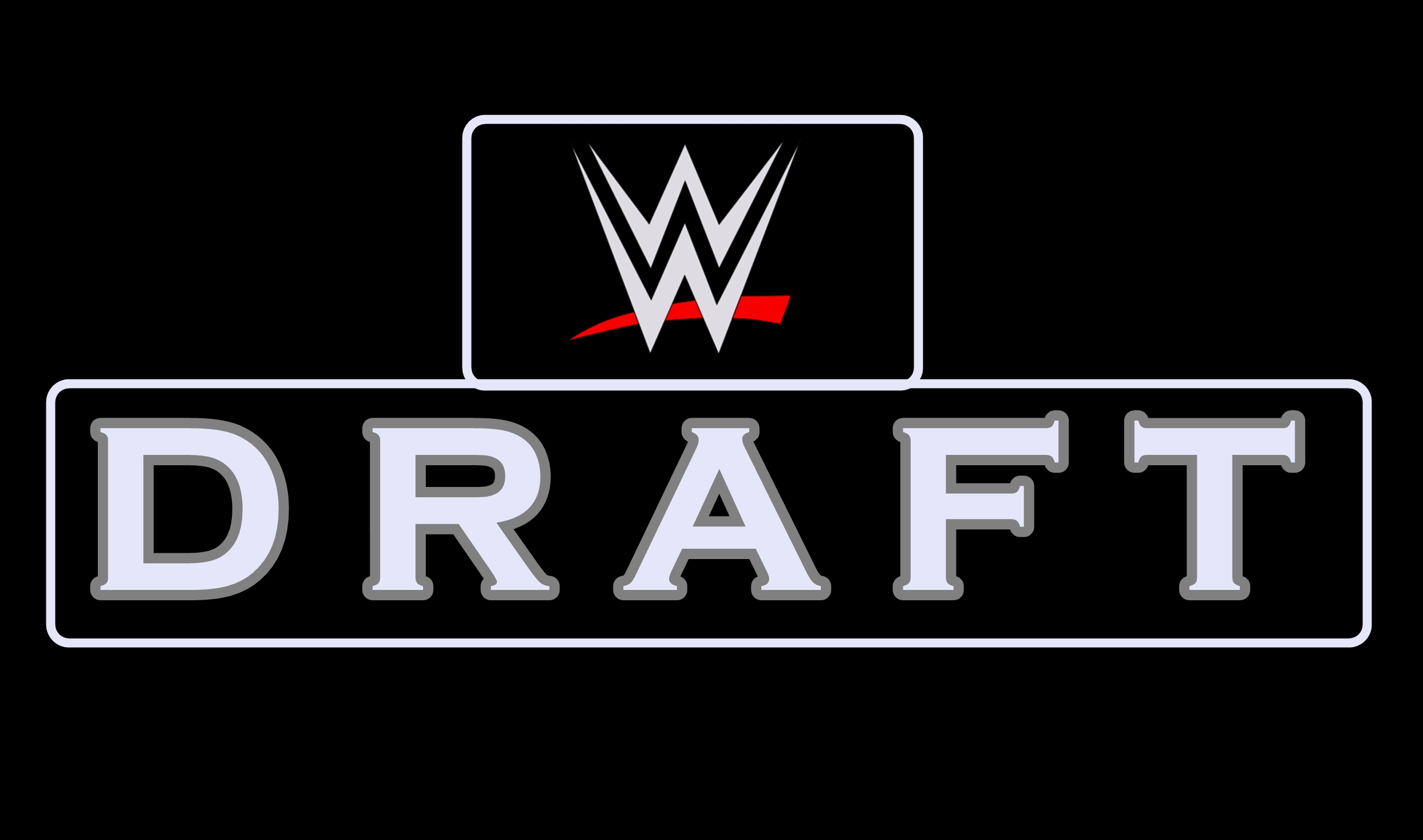
Le logo du WWE Draft

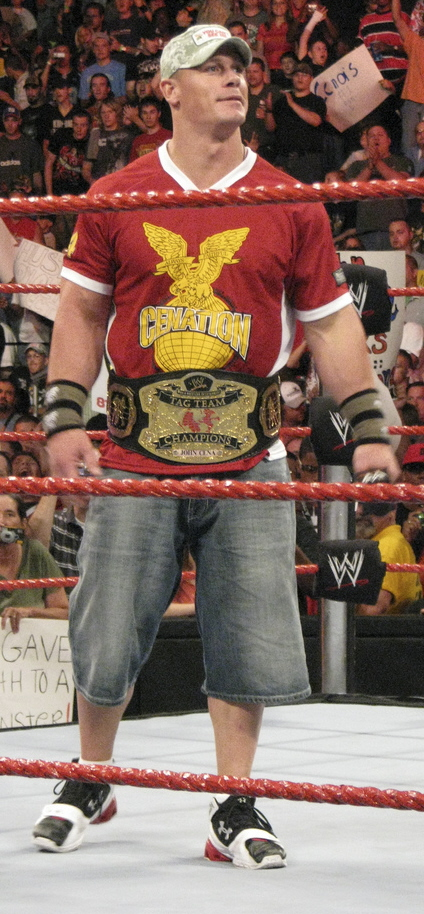
John Cena est la première superstar sélectionnée au 2011 WWE Draft. Et pour la seconde fois de l'histoire, une superstar fut draftée deux fois lors de la même soirée.

Le WWE Draft 2011 est le septième draft organisé par la WWE, qui a eu lieu le 25 avril 2011 à Raleigh en Caroline du Nord aux États-Unis. Le Draft a été diffusé en direct dans le cadre d'un programme spécial de deux heures de Raw, diffusé sur le USA Network. Chaque Superstar, Diva, annonceur, commentateur, et General Manager sont éligibles pour un transfert.

## Sélection
Le Draft a eu lieu le 25 avril 2011 à Raw tandis que le Draft supplémentaire a lieu le 26 avril 2011 sur WWE.com.

### SmackDown
| Nom du catcheur | Provenance | Match                                     |
| --------------- | ---------- | ----------------------------------------- |
| John Cena       | Raw        | Bataille royale                           |
| Randy Orton     | Raw        | Kofi Kingston (SD) def. Sheamus (Raw)     |
| Mark Henry      | Raw        | Randy Orton (SD) def. Dolph Ziggler (Raw) |
| Sin Cara        | Raw        | Randy Orton (SD) def. Dolph Ziggler (Raw) |

#### Draft supplémentaire
| Nom du catcheur | Provenance |
| --------------- | ---------- |
| Daniel Bryan    | Raw        |
| The Great Khali | Raw        |
| Jimmy Uso       | Raw        |
| Alicia Fox      | Raw        |
| William Regal   | Raw        |
| Yoshi Tatsu     | Raw        |
| Natalya         | Raw        |
| Jey Uso         | Raw        |
| Ted DiBiase     | Raw        |
| Tyson Kidd      | Raw        |
| Tamina          | Raw        |
| Alex Riley      | Raw        |
| Sheamus         | Raw        |

### Raw
| Nom du catcheur | Provenance | Match                                                                                         |
| --------------- | ---------- | --------------------------------------------------------------------------------------------- |
| Rey Mysterio    | SmackDown  | Eve (Raw) def. Layla (SmackDown)                                                              |
| Big Show        | SmackDown  | Rey Mysterio (Raw) def. Wade Barrett (SmackDown)                                              |
| Alberto Del Rio | SmackDown  | Rey Mysterio (Raw) def. Wade Barrett (SmackDown)                                              |
| John Cena       | SmackDown  | The Miz, Alberto Del Rio et CM Punk (Raw) def. John Cena, Mark Henry et Christian (SmackDown) |

- John Cena a été drafté à SmackDown dans un premier temps grâce à la victoire de la bataille royale du début de soirée, mais a été une nouvelle fois drafté à Raw grâce à la victoire du main event.

#### Draft supplémentaire
| Nom du catcheur | Provenance |
| --------------- | ---------- |
| Jack Swagger    | SmackDown  |
| Kelly Kelly     | SmackDown  |
| JTG             | SmackDown  |
| Drew McIntyre   | SmackDown  |
| Curt Hawkins    | SmackDown  |
| Chris Masters   | SmackDown  |
| Kofi Kingston   | SmackDown  |
| Tyler Reks      | SmackDown  |
| Beth Phoenix    | SmackDown  |